# Karl von Wendt
Karl Josef Freiherr von Wendt-Papenhausen (* 28. April 1937 in Münster; † 6. Februar 2006 in Mathews) war ein deutscher Autorennfahrer und Unternehmer.

## Familie
Karl von Wendt war Sohn von Anna Therese von Alvensleben und Diplomlandwirt Carl Freiherr von Wendt-Papenhausen. Die Ursprünge des Adelsgeschlechts Wendt lassen sich bis ins 16. Jahrhundert verfolgen. Sein Vater starb als Hauptmann der deutschen Armee 1942 im Zweiten Weltkrieg in Russland und Karl wurde mit nur fünf Jahren Universalerbe von Schloss Gevelinghausen und des übrigen Familienbesitzes in Olsberg-Gevelinghausen und -Wiggeringhausen im Hochsauerlandkreis sowie des Namensgutes in Papenhausen bei Lemgo. 1961 trat er das väterliche Erbe an.
Er heiratete am 23. August 1960 in der Abtei Maria Laach die bürgerliche Hilke Heineman und hatte mit ihr drei Kinder. Der älteste Sohn Karl-Ludwig wurde 1960 geboren und wurde Unternehmer sowie Schriftsteller mit dem Pseudonym Karl Olsberg. 1962 folgten Sohn Thomas und 1965 Tochter Benita Caroline.

## Karriere im Motorsport
Karl von Wendts große Leidenschaft war der Motorsport. Von 1959 bis 1971 fuhr er Kart, Rallye, Tourenwagen, Sportwagen und Formel 3. Weiterhin war er begeistert von Automobilen der Marke Porsche und unterhielt eine private Porschesammlung. Karl von Wendt hatte unter dem Namen German BG Racing Team ein eigenes Rennteam, dem neben ihm selbst Fahrer wie Jochen Neerpasch, Helmut Marko, Rolf Stommelen, Willi Kauhsen oder Gerhard Mitter als Stammfahrer angehörten.
Zu seinen größten Erfolgen zählt der Europameistertitel als Porsche-Werksfahrer 1967 mit dem Porsche 911 und der zweite Platz in der Nationenwertung 1966 mit Deutschland.
Sein ehrgeizigstes Projekt war eine Rennstrecke im Sauerland, in deren Planung Wendt bereits viel Geld investiert hatte. Der geplante Sauerlandring wurde 1971 von der Obersten Naturschutzbehörde und der Landesplanungsbehörde Nordrhein-Westfalens abgelehnt. Statt des Sauerlandringes setzten die Behörden auf mehr naturnahe Erholung in der Region. Als Ausgleich für die nicht genehmigte Rennstrecke durfte er ab 1972 den Freizeitpark Fort Fun Abenteuerland bauen.
Danach beendete er seine Motorsportkarriere und löste seinen Rennstall auf.

## Leben nach dem Motorsport
Wendt war neben dem Motorsport leidenschaftlicher Segler. Er widmete sich nach der Karriere verschiedenen Projekten in Deutschland und Kanada. So veranstaltete er beispielsweise Kutsch- und Planwagenfahrten durch das Hochsauerland, baute eine Military-Strecke für den Pferdesport in den Elpewiesen, heute Naturschutzgebiet Elpetal bei Gevelinghausen.
Beim Dorf Wasserfall baute er 1967 einen Schlepplift an einem Skihang und 1972 in der Nähe des Schlepplifts zwei Sommerrodelbahnen, damals weltweit die längsten ihrer Art. Nach Anlage eines Campingplatzes nebst Feriendorf mit 25 Blockhäusern und der Westernstadt Fort Fun City mit Steakhaus Fort Fun Saloon entwickelte sich der Themenpark Fort Fun Abenteuerland. Sein Schloss Gevelinghausen ließ er zum Hotel ausbauen, das er 1973 eröffnete.
1973 gründete Wendt den Fremdenverkehrsverband Sauerland und führte zehn Jahre dessen Vorsitz.
Das Fort Fun Abenteuerland sowie die von ihm gemeinsam mit der Mannesmann-Demag Fördertechnik entwickelten aber nicht patentierten Superrutschbahnen brachten Karl von Wendt wenig Glück. Schon bald war er gezwungen, große Teile seines Besitzes zu verkaufen. Von Wendt verkaufte 1985 auch den Freizeitpark und sein Schloss.
1985 wanderte Karl von Wendt nach Kanada aus, um sich dort eine neue Existenz aufzubauen. Er bewirtschaftete in Kanada ererbten Wald und betrieb eine Computerfirma. Er tauschte dann sein ererbtes Land mit der kanadischen Regierung gegen Land an der Grenze zu den USA. Er errichtete dort einen kleinen Freizeitpark. Am 6. Februar 2006 starb er nach einer schweren Krankheit.

## Ergebnisse

### Le-Mans-Ergebnisse
| Jahr | Team            | Fahrzeug         | Teamkollege  | Platzierung | Ausfallgrund |
| ---- | --------------- | ---------------- | ------------ | ----------- | ------------ |
| 1968 | Racing Team VDS | Alfa Romeo T33/2 | Serge Trosch | Ausfall     | Pleuelstange |

### Einzelergebnisse in der Sportwagen-Weltmeisterschaft
| Saison | Team                                | Rennwagen                              | 1   | 2   | 3   | 4   | 5   | 6   | 7   | 8   | 9   | 10  | 11  | 12  | 13  | 14  | 15  | 16  | 17  | 18  | 19  | 20  |
| ------ | ----------------------------------- | -------------------------------------- | --- | --- | --- | --- | --- | --- | --- | --- | --- | --- | --- | --- | --- | --- | --- | --- | --- | --- | --- | --- |
| 1965   | AVO Jochen Neerpasch                | Lotus Elan Mini-Cooper                 | DAY | SEB | BOL | MON | MON | RTT | TAR | SPA | NÜR | MUG | ROS | LEM | REI | BOZ | FRE | CCE | OVI | NÜR | BRI | BRI |
| 1965   | AVO Jochen Neerpasch                | Lotus Elan Mini-Cooper                 |     |     |     |     |     |     |     |     | 26  |     |     |     |     |     |     |     |     | 21  |     |     |
| 1966   | Jochen Neerpasch                    | Shelby GT350                           | DAY | SEB | MON | TAR | SPA | NÜR | LEM | MUG | CCE | HOK | SIM | NÜR | ZEL |     |     |     |     |     |     |     |
| 1966   | Jochen Neerpasch                    | Shelby GT350                           |     |     | DNF |     |     |     |     |     |     |     |     |     |     |     |     |     |     |     |     |     |
| 1968   | IGFA Karl von Wendt Racing Team VDS | Porsche 906 Porsche 910 Alfa Romeo T33 | DAY | SEB | BRH | MON | TAR | NÜR | SPA | WAT | ZEL | LEM |     |     |     |     |     |     |     |     |     |     |
| 1968   | IGFA Karl von Wendt Racing Team VDS | Porsche 906 Porsche 910 Alfa Romeo T33 |     |     |     | 16  | 7   | 12  | 21  |     | 5   | DNF |     |     |     |     |     |     |     |     |     |     |
| 1969   | Porsche BG Racing Porsche Holding   | Porsche 908 Porsche 907                | DAY | SEB | BRH | MON | TAR | SPA | NÜR | LEM | WAT | ZEL |     |     |     |     |     |     |     |     |     |     |
| 1969   | Porsche BG Racing Porsche Holding   | Porsche 908 Porsche 907                |     |     |     |     | 4   | DNF | 5   |     |     | 5   |     |     |     |     |     |     |     |     |     |     |
| 1970   | Kremer Racing BG Racing             | Porsche 911 Porsche 908                | DAY | SEB | BRH | MON | TAR | SPA | NÜR | LEM | WAT | ZEL |     |     |     |     |     |     |     |     |     |     |
| 1970   | Kremer Racing BG Racing             | Porsche 911 Porsche 908                |     |     |     |     |     | 18  | 18  |     |     |     |     |     |     |     |     |     |     |     |     |     |